# Dubrovnik-Neretva distrikt
Dubrovnik-Neretva (kroatisk: Dubrovačko-neretvanska županija) er et distrikt i Kroatien, beliggende ved Adriaterhavet. Det ligger helt mod syd i regionen Dalmatien, og grænser til nabolandene Bosnien-Hercegovina i øst og Montenegro i sydøst. I nord grænser det til distriktet Split-Dalmatia. Distriktet strækker sig fra sydgrænsen ved Dubrovnik, nordøstover til mundingen af Neretva, og består ellers af halvøen Pelješac, øerne Korčula, Mljet og Lastovo plus en række mindre øer. Ved Neum har Bosnien-Hercegovina en smal landkorridor til havet, denne deler fastlandsdelen af distriktet i to. Den største by og distriktshovedstad er Dubrovnik, og andre større byer er Metković og Ploče.

## Demografi
Over 90 procent af indbyggerne har kroatisk etnicitet. Ved folketællingen i 2001 blev der opgivet følgende tilhørsforhold.
| Etnicitet      | Antal   | Procent |
| -------------- | ------- | ------- |
| Kroater        | 114.621 | 93,29%  |
| Serbere        | 2.409   | 1,96%   |
| Bosniere       | 1.760   | 1,43%   |
| Montenegrinere | 370     | 0,30%   |
| Albanere       | 328     | 0,27%   |
| Slovenere      | 163     | 0,13%   |

## Byer og kommuner
Dubrovnik-Neretva er administrativt inddelt i 5 byer og 17 kommuner. Folketal fra 2001.

### Byer
| By        | Indb.  |
| --------- | ------ |
| Dubrovnik | 43.770 |
| Korčula   | 5.889  |
| Metković  | 15 384 |
| Opuzen    | 3 242  |
| Ploče     | 10 834 |

### Kommuner
| Kommune             | Innb. |
| ------------------- | ----- |
| Blato               | 3 680 |
| Dubrovačko Primorje | 2 216 |
| Janjina             | 593   |
| Konavle             | 8 250 |
| Kula Norinska       | 1 926 |
| Lastovo             | 835   |
| Lumbarda            | 1.221 |
| Mljet               | 1 111 |
| Orebić              | 4 165 |
| Pojezerje           | 1 233 |
| Slivno              | 2 078 |
| Smokvica            | 1 012 |
| Ston                | 2 605 |
| Trpanj              | 871   |
| Vela Luka           | 4 380 |
| Zažablje            | 912   |
| Župa dubrovačka     | 6 663 |

## Beskyttede områder
- Mljet Nationalpark
- Lastovo arkipelag naturpark